# Georg Josef Beer
Georg Josef Beer (Bécs, 1763. december 23. – Bécs, 1821. április 11.) osztrák szemészorvos.

## Életpályája
1786-ban avatták doktorrá és néhány év alatt Bécs leghíresebb szemorvosa lett. Számos orvos gyűlt köréje, akik, mint Walther, Graefe, Rosas, Chelius, Flarer, Jaeger Frigyes, a 19. század leghíresebb szemorvosai lettek. A bécsi kormány 1812-ben szemészeti tanszéket állított föl számára, melyen azonban betegsége miatt csak 1819-ig működhetett. Beer nemcsak szemészeti irodalmi működésével szerzett érdemeket, de azáltal is, hogy a szemoperációkat több új módszerrel gazdagította. 

## Művei
Munkái egy szemészeti tankönyvön ( Lehre von den Augenkrankheiten, 2 kötet, 1792)  kívül nagy számúak, de oly osztatlan elismerést, mint az említett tankönyv, nem nyertek.